# Kyst til Kyst Stien
Kyst til Kyst Stien er en afmærket vandrerute tværs over det sydlige Jylland mellem Blåvandshuk Fyr på Vestkysten og Vejle på østkysten. Ruten er omkring 135 km lang, og går primært langs Varde Å, Holme Å og Vejle Å. 
- Markeringspæl på ruten
- Bygning i Hovborg med naturudstilling, toiletter og info om Kyst til Kyst Stien
- Shelterplads lidt vest for Hovborg
- Stien ved Holme Å